# VMEbus

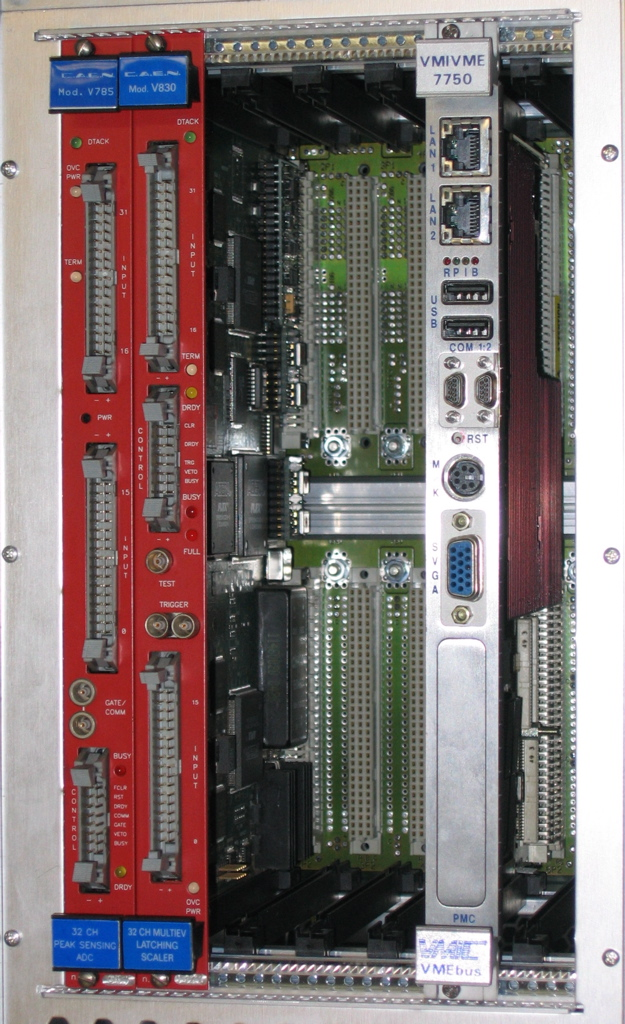
Крейт системи VME64 з модулем АЦП (зліва) та процесорним модулем

VMEbus (англ. VersaModule Eurocard bus, іноді VME) — стандарт на комп'ютерну шину, спочатку розроблений для сімейства мікропроцесорів Motorola 68000, а надалі знайшов багато інших застосувань. Шина VME була стандартизована МЕК як ANSI/IEEE 1014—101987. Фізично у VME використовується конструктив Євромеханіка. Вперше розроблена в 1981 році, шина VME досі знаходить широке застосування.

## Історія шини
У 1979 році компанія Motorola розробляла свій новий мікропроцесор 68000, і один з її інженерів, Джек Кистер, підняв питання про створення стандартизованої шини для систем, що використовують 68000, яку він назвав VERSAbus. З тих пір специфікація стандарту була кілька разів переглянута; в 1987 році прийнята і діє по теперішній час специфікація VMEbus Rev. C1, яка є міжнародним стандартом МЕК 821. У США цей стандарт також має назву ANSI/IEEE 1014—101987.
Стандарт НАТО на шину VME для сухопутних платформ STANAG 4455 “Standardization of a VME Bus for Use in Tactical Land Vehicles” був скасований у 2019 р.

## Характеристики шини
- Розрядність шини — 32/64
- Адреса / Дані — роздільні (VME32), мультиплексовані (VME64)
- Тип шини — асинхронна
- Конструктив — Євромеханіка 3U, 6U, 9U
- Максимальна кількість модулів у корпусі (крейті) — 21 штука
- Перепускна здатність в 32 розрядному варіанті — 40 Мбайт / с (VME32), 80 Мбайт / с (VME64)

У режимі блокових передач (коли на одну передачу адреси йде кілька передач даних) швидкість може досягати 320 Мбайт/с (VME64).